# Compressor (motorfietstaal)
Bij motorfietsen wordt een compressor op meerdere manieren toegepast: 
Op de motor: Als luchtpomp die zorgt voor een betere cilindervulling. Er zijn mechanisch aangedreven compressoren (superchargers, meestal Roots- of vaancompressoren), die blowers worden genoemd, en compressoren aangedreven door uitlaatgassen: de turbocompressor. Compressoren worden tegenwoordig (bij motorfietsen) vrijwel uitsluitend bij dragrace en motorsprint toegepast.
In het veersysteem: Als luchtpomp die zorgt voor de afstelling van het veersysteem. Vooral grote toermachines (Honda GoldWing, Suzuki Cavalcade, Yamaha Venture en Kawasaki Voyager) waren vaak met een dergelijke compressor uitgerust.